# Dryophytes plicatus
A Dryophytes plicatus a kétéltűek (Amphibia) osztályának békák (Anura) rendjébe, a levelibéka-félék (Hylidae) családjába, azon belül a Hylinae alcsaládba tartozó faj.

## Előfordulása
A faj Mexikó endemikus faja. Természetes élőhelye a trópusi vagy szubtrópusi nedves hegyvidéki erdők, trópusi vagy szubtrópusi időszakosan nedves vagy elárasztott síkvidéki rétek, folyók, édesvízű mocsarak, kertek, lepusztult erdők, pocsolyák.